# Hugo Zorn von Bulach
Hugo Anton Marie Ernst Anna Zorn von Bulach (8. februar 1851 i Strasbourg af godsejerslægt – 21. april 1921 sammesteds) var en elsassisk friherre, politiker og embedsmand. 
Hans farfader var 1827—30 medlem af det franske deputeretkammer og hans fader 1869—70 af den lovgivende forsamling, hvor han hørte til det kejserligsindede flertal og stemte for krigen. Han selv gjorde under krigen tjeneste som løjtnant i mobilgarden, men forblev efter fredsslutningen i sit hjemland, studerede 1874—76 ved Strasbourgs Universitet og føjede sig tidlig under de nye forhold. 
Som autonomist valgtes han 1878 til kredsdagen for Nedre Elsass, 1879 til landsudvalget for Elsass-Lothringen og 1881—87, samt på ny 1890—98 til den tyske rigsdag. Her stemte han 1887 uden forbehold for hærens udvidelse, hvad der dengang medførte hans nederlag ved de nye valg. 1895 blev han understatssekretær for Elsass-Lothringen (nærmest for landbruget), og oktober 1908 afløste han Köller som statssekretær, det vil sige den egentlige leder for rigslandenes forvaltning. 1903 var han blevet geheimeråd.